# ساپلو

ساپلو شهری در شهرستان بینگو در استان بولکیمده در بورکینافاسوی غربی مرکزی است جمعیت آن ۴۶۲ نفر است.